# جلال الحنفي

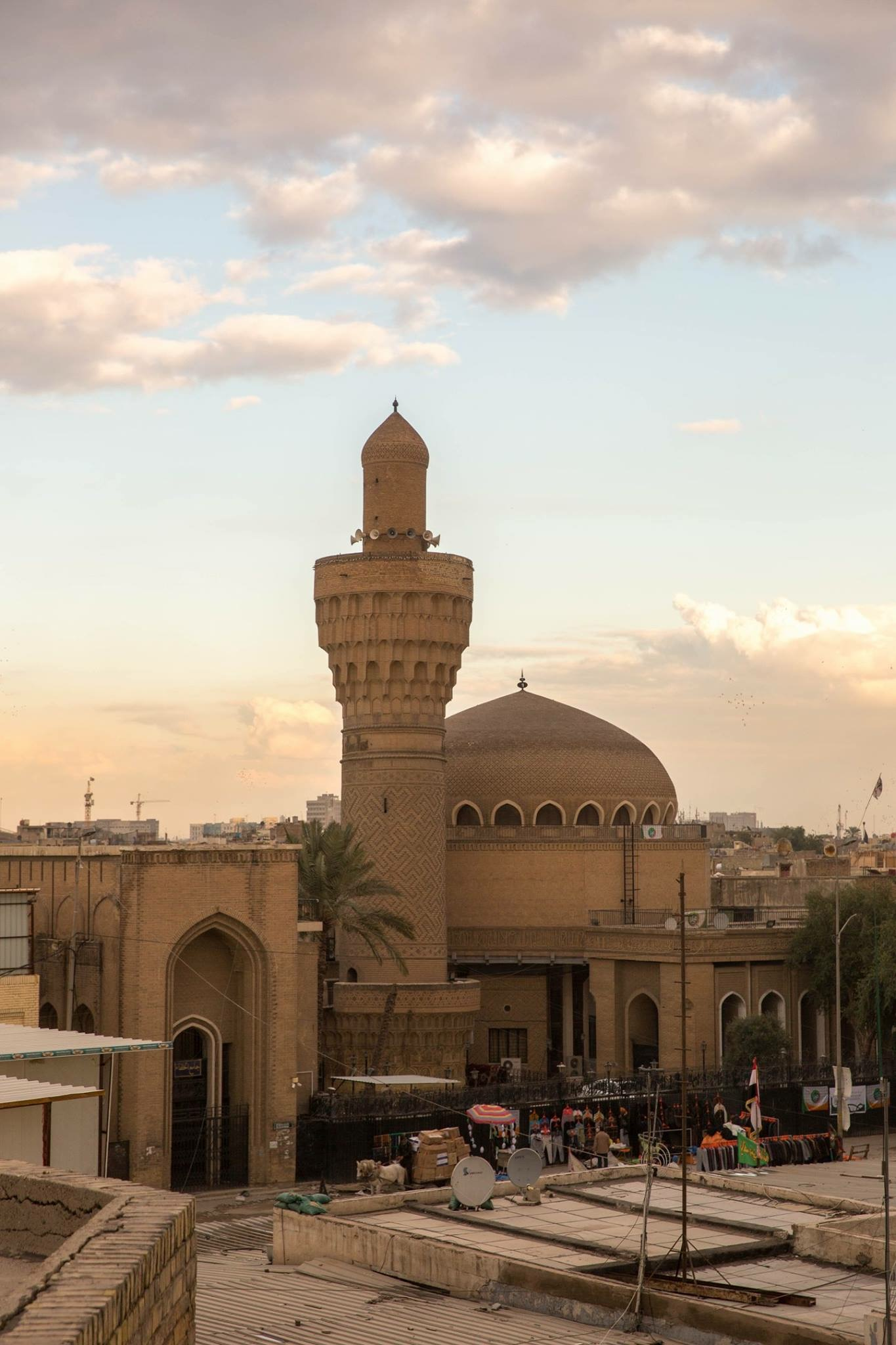
جامع الخلفاء في بغداد حيث تولى فيه الشيخ الحنفي الإمامة والخطابة لعدة عقود

هو الشيخ جلال الدين بن محي الدين بن عبد الفتاح بن مصطفى بن ملا محمود الحنفي البغدادي (1914- 2006)م.
فقيه وعالِم موسوعي وكاتب وصحفي ومؤرخ ولغوي جمع إلى علوم الفقه جمع المختص الخبير: علم العروض، وتميز على نحو خاص باهتمامهِ في التراث والتاريخ المحلي البغدادي، وعلوم المقام العراقي، حتى إمتزج أسمه بهما، كما امتزج أسمه بجامع الخلفاء، لعمرهِ الطويل الذي قضاهُ فيهِ معلماً وإماماً وخطيباً، بل حتى حارساً وخادماً، ولقد أشتهر بولعهِ باللغة العربية وعلومها، وأتصل بمعظم علماء بغداد وأدبائها ومنهم الشاعر جميل صدقي الزهاوي، والشيخ محمد القزلجي والشيخ عبد القادر عبد الرزاق الذي كانت لهُ إمامة الإقراء في بغداد، ومن الذين درسوه في الجامعة الاستاذ طه الراوي، وكان يتردد على مجلس الأب أنستاس الأديب اللغوي الذي لقبّهُ بالشيخ العلاّمة في سن مبكرة من حياتهِ وتحديداً في عام 1933م.

## ولادته ونشأته
وُلد جلال الدين في محلة البارودية في بغداد عام 1332هـ/ 1914م، في أسرة عراقية بغدادية. ولقد عاش فترة قصيرة من طفولته في البصرة بحكم عمل والده، وقرأ القرآن الكريم على الملا إبراهيم الأفغاني في محلة الميدان، كما تعلم بعض علوم القرآن في كتاتيب البصرة، ثم أنهى المدرسة الابتدائية فيها عام 1930م، وكان والده من رفاق ومؤيدي الزعيم العراقي طالب النقيب، ثم عاد والده إلى بغداد فدرس جلال في مدارس بغداد وهي: البارودية والمأمونية والحيدرية الابتدائية، أشتغل أيام شبابه مصححاً ومحرراً في المجلات الإسلامية ويدرس في المساء وواصل دراسته العلمية، والتحق بدار العلوم العربية والدينية، والتي تسمى اليوم بكلية الإمام الأعظم. وأثناء ذلك كان يتصل بعلماء عصرهِ منهم الشيخ محمد القزلجي والشيخ رشيد آل الشيخ داود والشيخ كمال الدين الطائي والشيخ العلامة سليمان سالم الكركوكلي والشيخ عبد القادر الخطيب والشيخ محمد سعيد الأعظمي والاستاذ رشيد شلبي والاستاذ عبد اللطيف ثنيان والاستاذ محمد شفيق العاني والاستاذ محمد فهمي الجراح وغيرهم.

## المناصب والأعمال
تقلد الشيخ جلال الحنفي مناصب عديدة وشغل منصب الإمامة والخطابة لأول مرة عام 1935م في جامع المرادية، ثم بعد عام واحد أقصاه مدير الأوقاف محمد بهجت الأثري من منصبهِ وأنزله من المنبر وعزله عن مهنة الخطابة، حيث بلغهُ إن الشيخ الحنفي كان يلقي خطبة الجمعة بطريقة المقامات البغدادية، فرد عليهِ الحنفي بقصائد من شعر الهجاء تجاوزت الأربعين قصيدة.
وفي عام 1939م سافر إلى مصر لمواصلة دراسة العلوم الشرعية في الجامع الأزهر، ليعود إلى بغداد وإلى مهنتهِ في المسجد ملتزماً بالإمامة والخطابة في جامع الخلفاء
ولقد شغل منصب الإمام والخطيب في مساجد بغداد فعين خطيباً في جامع عطا وإماماً في مسجد الحاج نعمان الباجه جي، ثم نقل إلى جامع الوصي (الحرية حالياً) في محلة العيواضية عام 1949م، وبعدها نقل إلى مسجد أمين خليل الباجه جي عام 1953م، ثم نقل إلى جامع كوت الزين في البصرة ثم إلى جامع الكهية في محلة الميدان عام 1957م، ولتدخلهِ في شؤون دائرة الأوقاف فصل من وظيفته عام 1959م، حيث وقع بينهُ وبين مدير الأوقاف العام آنذاك خصام شديد وبقي بعيداً عن دائرة الأوقاف مدة طويلة فتوسط لهُ بعض معارفه وأصدقائه فصدر مرسوم جمهوري بإعادته إلى وظيفتهِ فرفض أن يباشر، وفي عام 1966م انتدب مشرفاً لغوياً في وزارة الاعلام العراقية، فكان يتكلم من دار الإذاعة العراقية ويكتب المقالات الطويلة في الصحف والمجلات العراقية والعربية مما دلّ على طول باعهِ وسعة اطلاعه وثقافتهِ الموسوعية العالية، وكان يحسن عدة لغات أجنبية فهو يجيد اللغة الانكليزية والاسبانية والصينية والتركية والكردية والفارسية وقليلاً من الفرنسية والألمانية والعبرية، ولم يلبث في هذه الوظيفة إلا قليلاً حيث أوفدته الحكومة إلى الصين، لتدريس اللغة العربية في معهد اللغات الأجنبية بمدينة شنغهاي، وبقي في الصين يدرس حتى عام 1969م وأتقن خلالها اللغة الصينية أحسن إتقان، وكتب مسودات لقاموس (عربي – صيني) لم يُسبق إليه، لكن أتلفتهُ مياه البحر في طريق عودته إلى العراق.
وكان حريصا على تسجيل خطبهِ التي يلقيها في المسجد كما إن لهُ خطباً باللغة الإنكليزية في مساجد بعض الدول ومنها كوريا واليابان في مدينة طوكيو وما زالت هذهِ الخطب مسجلة عند عائلتهِ في بغداد.

## من أهم انجازاته
ومن إنجازاته أنه أسس جمعية الخدمات الدينية والاجتماعية في بغداد والتي ترعى اليتامى والمعوزين وكان رئيساً لها، ومن أهداف هذه الجمعية مكافحة المخدرات والمسكرات، وسعى إلى نشر العلم بصورة متطورة فقد درّس في مدارس وزارة المعارف عام 1950م، كما درّس في كلية الإمام الأعظم مادة العروض في الشعر والأدب العربي للفترة من عام 1973م إلى عام 1978م، وكذلك قدّم برامج دينيّة وثقافية في راديو وتلفاز بغداد. وأثرى الصحف العراقية بعشرات المقالات ذات الطابع الخاص ولاسيّما في ما يخص تاريخ بغداد وثقافتها الشعبية والمقام العراقي. كما حاضر في معهد النغم العراقي ونتيجة لجهوده تأسس المركز الاقرائي العراقي للقرآن الكريم عام 1977م في جامع الخلفاء، وكان مديراً لهُ ومارس تدريس علم التجويد والقراءات القرآنية في معهد الفنون الموسيقية في بغداد لعدّة دورات، وأجرى في علم العروض تعديلات ونشرها في كتاب (العروض تهذيبه واعادة تدوينه) ويعد هذا الكتاب من أضخم مؤلفاتهِ، فوضع فيهِ رسم خطة للعروض حيث ان هذه الخطة ترمي إلى تهذيب وتدوين العروض، والغى جمهرة من التعليلات التي لا قيمة لها في الواقع لأوزان الشعر وتفاعيله وذاك أنه قسم التفاعيل البديلة بالنسبة لكل تفعيلة أصيلة، وأوجد نماذج للعروض فالرجز مثلا هو 8 بحور جعلها الحنفي 50 بحرا وأخترع بها أوزان جديدة.
ولقد لقي كتاب (العروض تهذيبه واعادة تدوينه) نجاحا في الأوساط الأدبية في العالم حتى ترجم إلى أكثر من لغة، وعن هذا الكتاب قال الدكتور عبد الرزاق محي الدين في كلمة كتبها خلال فترة رئاستهِ للمجمع العلمي العراقي: (الشيخ جلال شخصية أدبية معاصرة موسوعية تعرف عن كل شيء أكثر من شيء، إنه إمام جامع وخطيب جمعة من مكانهِ في الوظيفة ولكنهُ فقيه وأصولي في نظر دارسي الفقه وأصوله، والشيخ جلال في كتابهِ (العروض تهذيبه واعادة تدوينه) ضرب من قواعد هذا الفن أكثر من قاعدة وهد أكثر من سارية وخرج على جملة المواصفات).
ويذكر أنه عندما كان مدرساً في معهد الدراسات النغمية درس اللغة العربية وعلم العروض والمقامات ولقد درس في المعهد الكثير من الفنانين وكانوا تلاميذاً عنده ومنهم: أحمد نعمة ومحمود أنور وكاظم الساهر وكذلك كانت إحدى الطالبات مطربة المقام فريدة وسيتا وعلاء مجيد ونصير شمه، بالإضافة إلى طلاب آخرين، (ولقد ذكرهُ الفنان كاظم الساهر في إحدى المناسبات ذاكراً فضله في تعليمهِ اللغة ومخارج الحروف)، بالإضافة إلى إشرافهِ اللغوي على العديد من المذيعين في إذاعة بغداد، كما إن للشيخ جلال الحنفي دراسات كثيرة عن الموسيقى والمقامات العراقية، وقد عقد الندوات الثقافية في بيت المقام العراقي وكان ذو اطلاع واسع على ما يدور في مجالس بغداد الأدبية والثقافية التي كان يتردد عليها. ولقد انجز أكثر من 40 مؤلف في مختلف نواحي الحياة الأدبية والاجتماعية.

## المركز الاقرائي
أسس الشيخ جلال الحنفي المركز الأقرائي العراقي في بغداد عام 1977 وكان مقرهُ في جامع الخلفاء، واستطاع الحصول على الموافقات الرسمية الأصولية لأجل فتحهِ، وكان من المعاهد التعليمية التي أختصت بتعليم أصول وقواعد التجويد وقراءة القرآن والإلقاء الصوتي حيث يخضع المتقدم على الاشتراك في المركز إلى لجنة خاصة تقوم بالمقابلة والأختبار وأعد الشيخ الحنفي هذهِ اللجنة من عدة أعضاء ومنهم الدكتور مهدي الخالصي (اخصائي في الحنجرة)، وخبير الجوزة إبراهيم شعوبي، والناقد الموسيقي عادل الهاشمي والفنان روحي الخماش بالإضافة إلى الشيخ الحنفي. ومن ضمن المدرسين القارئ ملا عبد الفتاح معروف، وكان المركز ذا دوامين أحدهما صباحي يحضره الطالبات والآخر مسائي يحضرهُ الطلاب، وكان من ضمن طلاب المركز الذين برزوا بعد ذلك: القارئ ضاري العاصي، والقارئ علاء الدين القيسي، والقارئ عبد الرحمن توفيق، وغيرهم كثير. وكان الشيخ وزوجتهِ يقومون بخدمة وتعليم الطلاب مجاناً بلا أجر أو راتب من دائرة الأوقاف، وكانت زوجته أم لبيد تدرس الطالبات، ثم أغلق المركز بعد ذلك بسبب وشاية من بعض الذين يخالفون الحنفي في آرائهِ ومعتقداته.

## أفكاره وخلافه مع علماء عصره
أختلف الشيخ الحنفي مع الكثير من الأدباء والعلماء في بغداد، وكانت له سجالات ونقاشات حادة تناقلتها الصحف والمجلات، ومنها خصومته مع الشاعر معروف الرصافي الذي نظم قصيدة في وصف الحنفي بأقذع الهجاء يصفه فيها إنه: (النزق والهذر). كما خاصم مشاهير المؤرخين وكبار الباحثين وكان لا يرجع عن رأيه المقتنع فيه، إذ انتقد الدكتور جواد علي، وناقش الدكتور عبد العزيز الدوري، والشيخ عبد الكريم زيدان، والدكتور بديع شريف، ولم يتفق معهم، واختلف مع الدكتور علي الوردي وخاض معه في الجدل العقائدي، وقابل الملك فيصل وسجن في العهد الملكي أكثر من مرة لخلافهِ مع الملك فيصل وسياستهِ. كما أختلف مع الشيخ أحمد الكبيسي وحدثت له معه معركة كلامية نقلتها الصحف العراقية حيث قال الكبيسي إن الجن يتلبس جسد الإنسان فرد عليهِ الحنفي بقوة ووصف رأي الكبيسي بالخرافات. 
كما كانت لهُ اجتهادات مثيرة للجدل ومنها إنه يكره مصافحتهِ وهو جالس للتدريس، وكان لا يعترف بالمنامات والأحلام ويعتبرها أضغاث أحلام باستثناء الأحلام الخاصة بالأنبياء والفلاسفة، ونهيهِ عن رفع مكبرات الصوت بالآذان في المساجد بحجة إن الناس يعلمون بوقت الصلاة عن طريق الساعات اليدوية والإذاعة والاكتفاء بصوت منخفض داخل المسجد، وكذلك اجتهادهِ في جواز حلق اللحى، وكراهيته لترديد المصلين بصوت عال خلف الإمام بعد قراءة سورة الفاتحة بقولهم (آمين).

## أولاده
تزوج من امرأة تركمانية عراقية وكان لهُ من الأولاد: لبيد الذي كان يكنى بهِ وواعية وداعية.

## كتبه ومؤلفاته

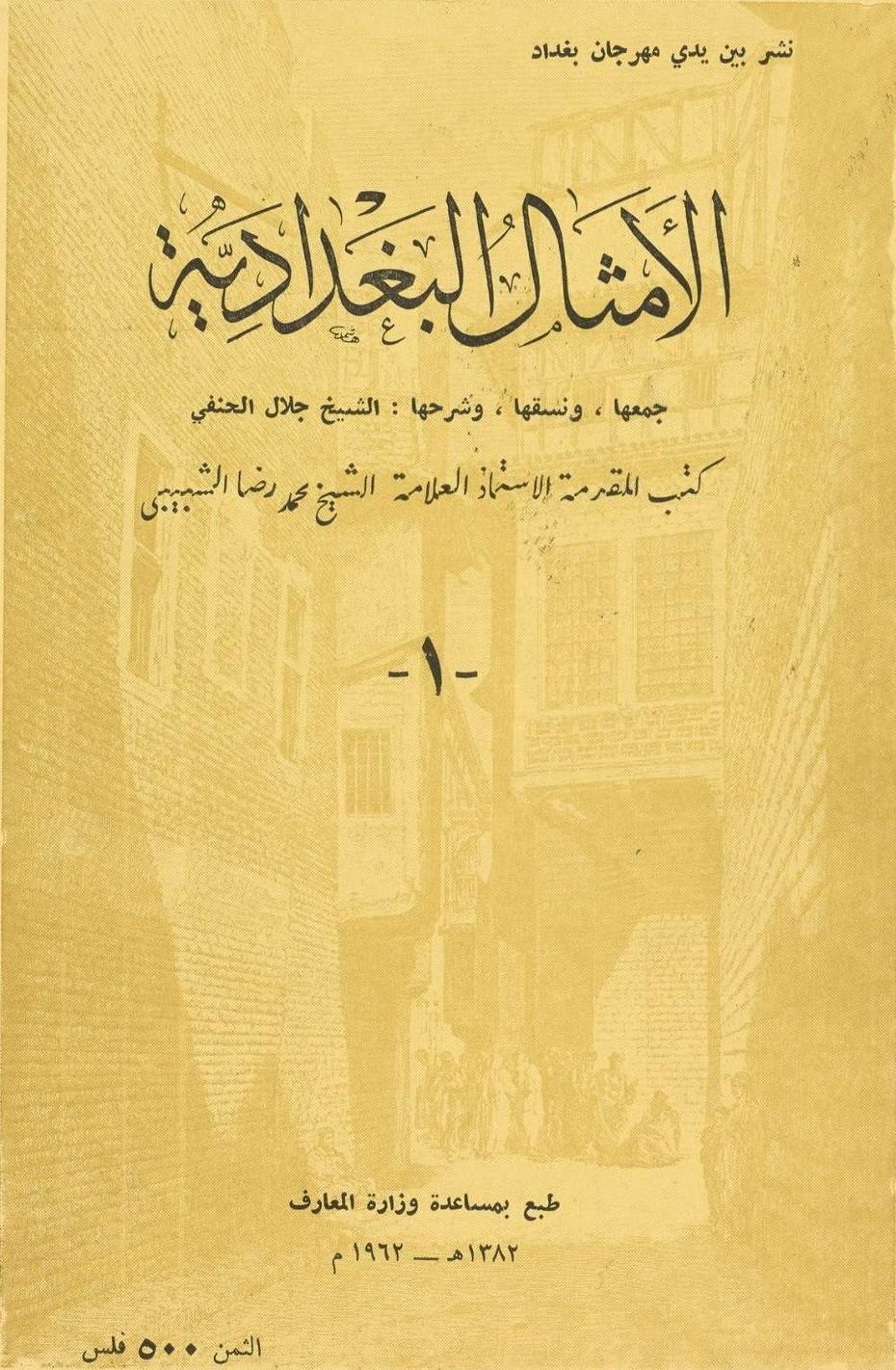
غلاف كتاب الأمثال البغدادية

أكثر الشيخ الحنفي من التأليف وكان لهُ العديد من المؤلفات المخطوطة والمطبوعة تجاوزت المائة، ومنها:
- معجم اللغة العامية البغدادية
- علم التجويد، كتاب أقر للتدريس في مناهج الدراسة للصف الثالث المتوسط.
- أصول التلاوة.
- كلام في الإملاء العربي.
- معجم الحِرف (بكسرالحاء) والصناعات البغدادية.
- التشريع الأسلامي تأريخه وفلسفته، عام 1940م.
- معاني القرآن، عام 1941م.
- آيات من سورة النساء، عام 1951م.
- ثلاث سنوات في جوار الميتم الأسلامي، عام 1955م.
- صحة المجتمع، عام 1955م.
- الروابط الأجتماعية في الأسلام، عام 1956م.
- الحديث من وراء المكرفون، عام 1960م.
- أعيان البصرة: لعبد الله باش أعيان – تحقيق جلال الحنفي - طبع ببغداد عام 1960م.
- المرأة في القرآن الكريم، عام 1960م.
- الرصافي في أوجه وحضيضه، طبع في بغداد عام 1962م.
- الأمثال البغدادية، عام 1962م.
- المغنون البغداديون والمقام العراقي، عام 1964م.
- الدر النقي في علم الموسيقى لأحمد عبد الرحمن القادري الرفاعي الشهير بالمسلم الموصلي، تحقيق جلال الحنفي، طبع في بغداد عام 1964م.
- الزواج الدائم، رد على كتاب منافع الزواج المؤقت (نكاح المتعة)، طبع في بغداد عام 1967م.
- العروض تهذيبه واعادة تدوينه، طبع عام 1985، وترجم إلى عدة لغات.
- رمضانيات وشهر رمضان، كراس طبع في عام 1988م. (مجموعة من الحلقات في التلفاز عرضت في شهر رمضان 1408هـ/1988م).
- صدام وقادسية صدام، (ديوان شعر يتغنى فيه بالرئيس صدام حسين).
- مقدمة في الموسيقى العربية، عام 1989م.
- شخصية الرسول الأعظم قرآنيآ، عام 1997م.

## وفاته
توفى في مدينة بغداد فجر يوم الأحد 4 صفر 1427 هـ / 5 مارس 2006م، ودفن في مقبرة الشيخ عمر السهروردي الواقعة في جانب الرصافة من بغداد. كان آخر ما كتبهُ بيديهِ قبل وفاتهِ بساعتين أبيات أربعة من الشعر: